# Dendronephthya parvula
Dendronephthya parvula är en korallart som beskrevs av Henderson 1909. Dendronephthya parvula ingår i släktet Dendronephthya och familjen Nephtheidae. Inga underarter finns listade i Catalogue of Life.